# Staurastrum alternans
Staurastrum alternans là một loài Song tinh tảo trong họ Desmidiaceae, thuộc chi Staurastrum.